# M7-Wagen
Als M7-Wagen wird eine Serie von Doppelstockwagen der NMBS/SNCB bezeichnet, die von einem Konsortium vom Bombardier Transportation und Alstom hergestellt und seit September 2018 ausgeliefert werden. Die M7-Wagen basieren auf den bekannten M6-Wagen der Twindexx-Plattform, jedoch gibt es erstmals auch Triebwagen, sodass auch Triebwagenzüge ohne zusätzliche Lokomotive gebildet werden können.

## Geschichte
Am 18. Dezember 2015 gaben die belgische Staatsbahn, Bombardier und Alstom die Schließung eines Rahmenvertrags über die Lieferung von bis zu 1362 Doppelstockwagen einer neuen Fahrzeuggeneration bekannt. Das Auftragsvolumen wurde mit 3,3 Milliarden Euro beziffert, wovon 2,1 Milliarden Euro auf den Anteil von Bombardier und 1,2 Milliarden Euro auf den von Alstom entfallen. Gleichzeitig wurde ein erster Auftrag über die Lieferung von 445 Doppelstockwagen aus diesem Rahmenvertrag eingelöst. Für diese Lieferung erhalten Bombardier 787 Millionen und Alstom 471 Millionen Euro. Die Auslieferung der 445 Wagen sollte im September 2018 beginnen und im Jahr 2021 abgeschlossen sein. 65 Wagen aus dieser Lieferung sind Triebwagen, die im Alstom-Werk in Valenciennes hergestellt werden. Die übrigen Wagen werden im zwischenzeitig Bombardier gehörenden ehemaligen BN-Werk in Brügge produziert. Geplant ist ein Einsatz der M7-Wagen in Belgien, den Niederlanden und Luxemburg.
Im Jahr 2020 bestellte die SNCB 204 weitere Doppelstockwagen. Zusammen mit einer weiteren Bestellung über 98 Wagen im Jahr 2021 werden insgesamt 747 Doppelstockwagen ausgeliefert.
Die Beschaffung ist Teil der SNCB-Strategie, bis 2023 die Zahl der Baureihen von 14 auf 8 zu reduzieren.
Die ersten M7-Wagen gingen im Januar 2020 in Betrieb. Sie wurden in Züge zwischen Lüttich und Brüssel eingereiht. Im August 2021 folgten typenreine Einsätze.
Am 14. Juli 2020 wurde bekannt, dass sich die Auslieferung auch wegen technischer Probleme nunmehr bis 2023 verlängern wird. Bis 2024 wurden etwa 500 Wagen ausgeliefert.

## Technik und Ausstattung

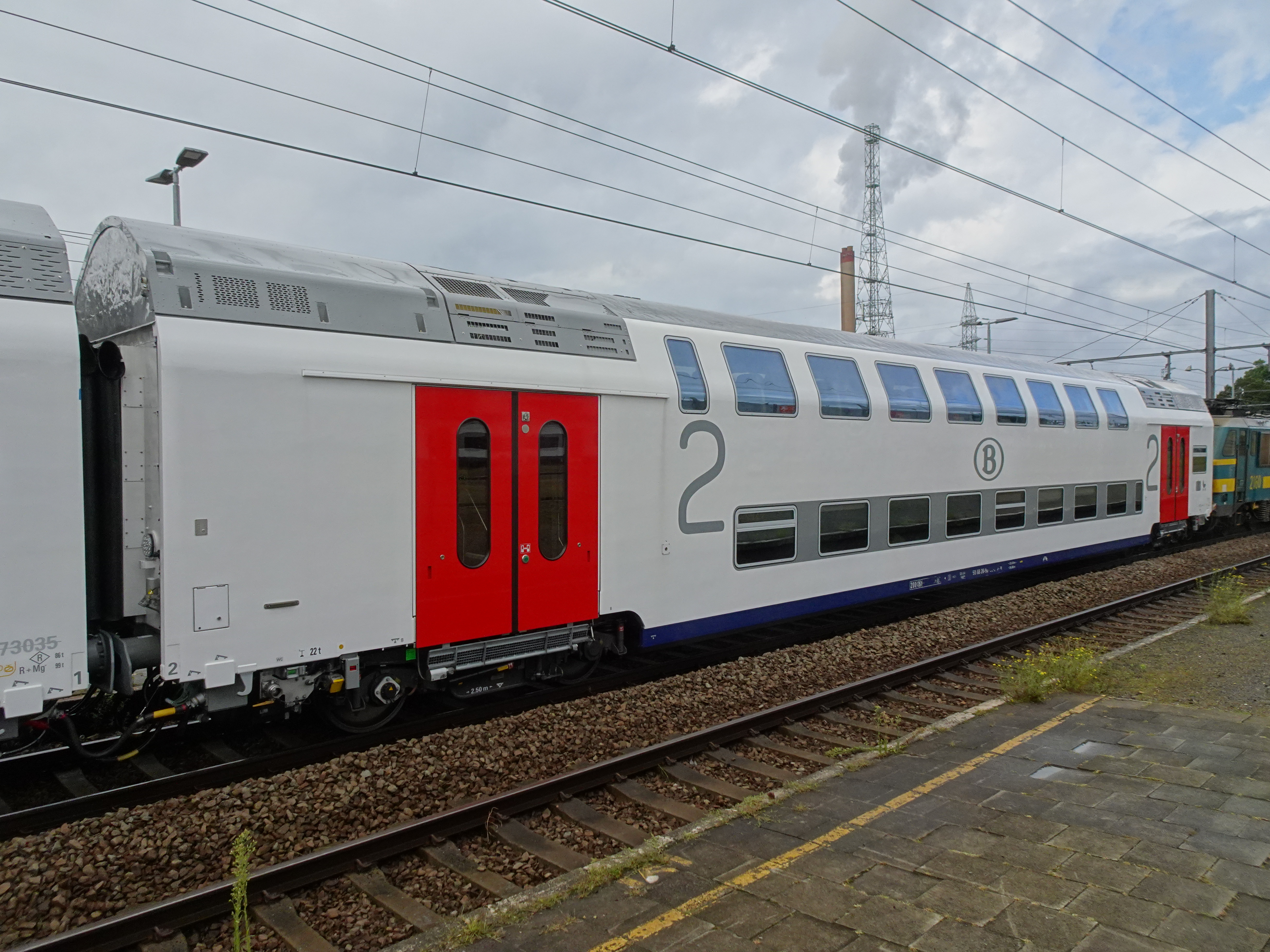
Ein M7B-Mittelwagen

Bestellt wurden folgende Varianten der M7-Wagen, die mit unterschiedlichen Gattungsbuchstaben gekennzeichnet sind:
- AB bezeichnet gemischtklassige Mittelwagen erster und zweiter Wagenklasse mit 58 Plätzen in der 1. Klasse und 75 Plätzen in der 2. Klasse.
- B bezeichnet Mittelwagen zweiter Wagenklasse mit 140 Plätzen in der 2. Klasse.
- BDx bezeichnet Steuerwagen zweiter Wagenklasse mit Mehrzweckabteil und Anpassung für Menschen mit Behinderung, mit Bahnsteighöhe von 630 mm[9] mit 100 Plätze in der 2. Klasse
- BD bezeichnet Mittelwagen zweiter Wagenklasse mit Mehrzweckabteil und Anpassung für Menschen mit Behinderung, mit Bahnsteighöhe von 760 mm.
- Bx bezeichnet Steuerwagen zweiter Wagenklasse mit Anpassung für Menschen mit Behinderung, mit Bahnsteighöhe von 760 mm mit 102 Plätzen in der 2. Klasse.
- Bmx bezeichnet Triebwagen mit 52 Plätzen der 2. Klasse und Führerstand.

Die Triebwagen der Gattung Bmx können sowohl im konventionellen, mit 3 kV Gleichspannung elektrifizierten Bestandsnetz als auch auf Schnellfahrstrecken, die mit 25 kV Wechselspannung bei 50 Hz versorgt werden, verkehren. Als Zugbeeinflussungssystem wird ETCS Level 2 verwendet, das von Alstom beigesteuert wird. Die Züge sollen auch TBL1+ erhalten.
Das Betriebskonzept der M7-Wagen sieht sowohl eine reine Zugbildung aus einer variablen Zahl M7-Mittelwagen und ein bis zwei Triebwagen als auch den Einsatz als Wendezug mit konventionellen Lokomotiven vor. Die Abwärtskompatibilität zu den vom gleichen Konsortium hergestellten M6-Wagen soll gewährleistet sein.
Die Wagen sollen wie alle neuen Fahrzeuge der SNCB für eine Bahnsteighöhe von 760 mm ausgelegt werden.
Das Innendesign wurde auf Basis von Fahrgastbefragungen neu entwickelt und weicht von der Vorgängerbauart M6 ab. Die Sitzreihen links und rechts des Gangs sind nicht direkt nebeneinander, sondern längs verschoben.